# 跨平台音频创作工具
跨平台音频创作工具（英語：Cross-platform Audio Creation Tool，简称XACT，也称跨平台音效製作工具）是微軟提供的音频函式庫和引擎，為DirectX SDK的一部分。XACT的實作可見諸於Xbox上的Xaudio，Windows XP上的DirectSound，以及Vista和Windows 7上的新音效堆栈（audio stack）。Xaudio是專用於Xbox的API，專門為了最佳化數位訊息處理（optimal digital signal processing）。XACT亦包含有X3DAudio。
目前XACT的功能已經從DirectX移到Microsoft XNA。XACT Audio Authoring Tool也整合進XNA Game Studio。XACT音樂音效編輯器可以產生XAP檔案，能在XNA中編輯與播放音效。
随着Windows SDK for Windows 8开发预览版的发布，XACT已不再于Windows上受到支持。

## 功能
- 支援格式：WAV、AIFF、XMA
  - 16和8位元的PCM資料
- 支援混音
- 支援立體聲（Stereo）
- 支援Auditioning

## 檔案型別
- Sound Banks（.xsb）
- Wave Banks（.xwb）
- Global Settings（.xgs）

## 外部連結
- XACT on MSDN （页面存档备份，存于）